# Доводчик (устройство закрывания дверей)

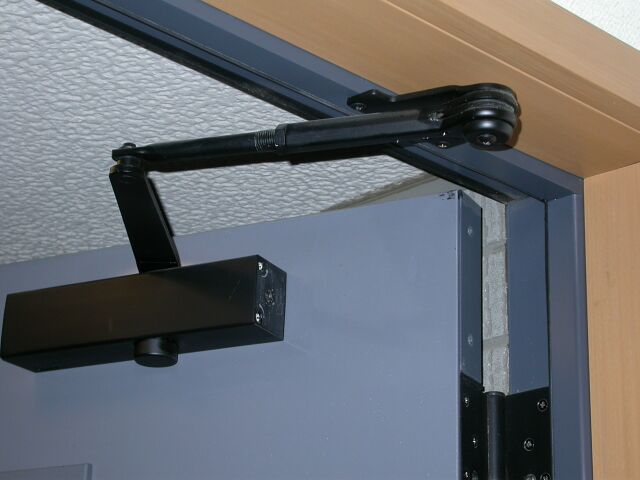
Дверной доводчик

Доводчик или Автодоводчик (устройство закрывания дверей) (англ. door closer) — устройство, автоматически закрывающее дверь. Исторически такие устройства (в том числе гидравлические и пневматические) назывались дверные пружины. Слово доводчик вошло в русский литературный язык в 80-е годы для обозначения устройства плотно и бесшумно закрывающего дверь.

## Функции
Применение доводчика в значительной степени уменьшает износ дверных петель и другой дверной фурнитуры. Важной функцией доводчика является прикладывание оптимального усилия, достаточного для срабатывания защёлки замка. Если такового не предусмотрено, то механизм обеспечивает плотное прижатие к уплотнителям по контуру  .
Доводчики обязательно устанавливаются на дверях, оборудованных системой контроля доступа, на противопожарных и эвакуационных дверях, на входных дверях. Доводчики обеспечивают надёжное закрывание двери.
По способу монтажа доводчики разделяют на верхние, напольные и скрытые (рамные).
Выбирая модель доводчика, необходимо принимать во внимание вес двери и ширину дверного полотна. Тяжёлые двери с широким дверным полотном необходимо оснащать мощным доводчиком. Необходимо устанавливать доводчик и тягу в строгом соответствии с рекомендациями производителя. Производитель скрупулёзно выверяет каждый момент движения створки и самодеятельность приводит к нарушению логики работы двери и выходу доводчика из строя.
Выбирая доводчик необходимо учитывать, при каких условиях он будет выполнять свои функции, на какой диапазон температур рассчитан. Несмотря на то, что существуют термостабильные варианты доводчиков, рассчитанные на широкий диапазон температур, можно существенно повысить срок службы любых доводчиков если в соответствии с сезоном регулировать скорости закрывания. Этим  предотвращаются попытки пользователей "помогать закрываться" доводчикам, т.к. такая "помощь" приводит к повреждению уплотнителей и утечкам более вязкого холодного масла. Переносить большие перепады температур без дополнительной регулировки может помочь термозаслонка – особое устройство внутренних клапанов доводчика. При повышении температуры масло внутри доводчика начинает перетекать быстрее, но термозаслонка расширяется, компенсируя снижение вязкости масла. При похолодании наблюдается обратная ситуация.
Хорошим подтверждением качества доводчика является его соответствие авторитетным мировым стандартам. Например, европейский стандарт EN 1154 задаёт достаточно высокие требования к надёжности доводчика, гораздо выше требований ГОСТ Р, и далеко не всякий продаваемый на территории РФ доводчик соответствует EN 1154.

### Дополнительные функции
- Демпфер открывания или ветровой тормоз (англ. Back Check, BC). Представляет собой дополнительный гидравлический контур с собственной регулировкой, который ограничивает максимальную скорость открывания двери. Эта функция не даст двери распахнуться с опасно высокой скоростью при резком порыве ветра или от резких действий человека, не позволяя двери ударить по стене или по оказавшемуся в «зоне поражения» человеку. Данная функция настоятельно рекомендуется для применения на всех внешних дверях и обязательна при наличии сильных ветров или сквозняков.
- Фиксация открытого положения или ФОП (англ. Hold Оpen), особенно широко используемая в маятниковых напольных доводчиках и удобно реализуемая в тягах со скользящим каналом. Удобна при периодической необходимости держать двери открытыми, например, для перемещения крупногабаритных предметов или для проветривания, при высоком трафике. Обязательна на входах, используемых людьми с ограниченными физическими возможностями, например, в медицинских учреждениях. Обеспечивает регулируемую выдержку в открытом положении перед тем, как дверь начнёт закрываться. Имеет различные варианты реализации. Наиболее оптимальным по цене и удобству является механическая защёлка, монтируемая в скользящий канал. Чтобы зафиксировать створку, достаточно открыть дверь на заранее заданный угол, а чтобы закрыть – слегка сдвинуть её в сторону закрывания. Этот вариант нельзя использовать на противопожарных дверях, где надо применять фиксаторы с электромеханической активацией, либо электромагниты, отпускающие дверь при пропадании электропитания. Эстетичным решением является размещение электромагнитного фиксатора внутри скользящего канала. Там же можно разместить и невидимый пожарный извещатель для управления автономной противодымной или противопожарной дверью.
- Задержка закрывания (англ. Delayed Closing, DC). Функция, которая позволяет оставить дверь в открытом состоянии на небольшой промежуток времени (как правило до 30 сек.), после чего дверь закрывается в обычном режиме. Нужна для доводчиков, которые устанавливаются на дверях различных хозяйственных помещений (складов, кладовок, подсобных помещений). Даёт возможность при переноске небольших грузов, поставить груз на пол, открыть дверь, поднять груз и занести его внутрь. Не рекомендуется устанавливать доводчики с такой функцией на двери высокой проходимости, т.к. может привести к травмированию людей.
- Координатор закрывания створок. Крайне желателен для двустворчатых дверей с притвором и обязателен для противопожарных и противодымных дверей. Обычно представляет собой малопривлекательную рычажную конструкцию, монтируемую на коробку двери в дополнение к доводчикам. Существует и более эстетичное и компактное решение – встраиваемый в скользящий канал координатор без видимых элементов. В этом случае доводчики устанавливаются на створки.
- Отдельное регулирование дохлопа - это регулирование скорости закрывания в диапазоне углов от 15 до 0 градусов. Необходимо для дверей с мягкими уплотнениями и замками-защёлками. Ускоренное движение в зоне дохлопа позволит надёжно защёлкнуть замок без ущерба для комфорта и безопасности движения в основной зоне.

## Классификация по усилию закрывания
Усилие закрывания доводчика классифицируется согласно нормативам EN 1154 и делится на классы от EN1 до EN7. Вопреки распространённому заблуждению, класс доводчика соотносится не с массой двери, а с моментом её инерции, который как известно определяется не только массой, но и плечом. Поэтому в таблицах классификатора обязательно указывается и масса и ширина створки – оба эти параметра необходимо учитывать. Правильно подобрать требуемый класс можно либо по графикам, либо с помощью программ, часто размещаемых на сайтах производителей и поставщиков.
Некоторые модели доводчиков выпускаются на один определённый класс, например EN 4. Обычно это относится к недорогим моделям. Некоторые производители предусматривают для таких «одноклассных» доводчиков несколько монтажных схем, позволяющих регулировать усилие закрывания в определённых пределах. Отличным показателем заботы производителя о своём клиенте является наличие полноразмерного шаблона, позволяющего быстро и точно определить расположение корпуса и тяги доводчика в соответствии с требуемым классом.
Более совершенные модели имеют плавную регулировку усилия. В каталогах производителей класс таких доводчиков обычно обозначается через дефис, например EN 2-4. Такие доводчики конечно предпочтительнее, так как позволяют более точно подобрать усилие закрывания к конкретной двери, хотя обычно они несколько дороже

## Конструкция тяги
По способу передачи вращающего момента доводчики подразделяют:
- С рычажной (коленной, шарнирной) тягой (англ. scissor arm). В конструкции таких доводчиков вращающий момент передаётся с помощью складного рычага. Правильно установленная шарнирная тяга очень надёжна и долговечна, но имеет серьёзный недостаток – низкую защищённость от вандализма. Торчащие перпендикулярно коробке колена таких тяг выглядят не эстетично и могут вызывать желание за них схватиться или даже повиснуть.

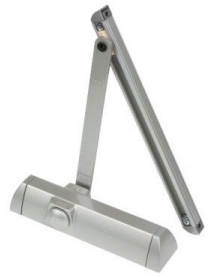
Доводчик со скользящим каналом

- Со скользящим каналом (англ. slide channel). Усилие на дверь передаётся при помощи скользящей передачи, у которой свободный конец рычага движется по скользящему каналу. Такие доводчики намного более вандалостойкие и эстетичные, т.к. у таких тяг нет уязвимых выступающих частей. Дверь с таким доводчиком можно смело устанавливать в небольших помещениях и коридорах без риска повредить тягу и стену друг о друга. Однако, подобная передача при классическом внутреннем устройстве доводчика (шестерня-рейка) требует приложения бОльших усилий, чем коленная, поэтому предпочтение отдаётся кулачковой технологии (англ. cam-action), при которой усилием можно управлять меняя форму кулачка. В скользящий канал можно легко установить эластичную вставку-ограничитель открывания створки, что избавит от необходимости портить пол. Эстетичным решением является размещение электромагнитного фиксатора внутри скользящего канала. Там же можно разместить и невидимый пожарный извещатель для управления автономной противопожарной дверью.
- Напольный (англ. transom closer). Обычно монтируются в пол и могут применяться для дверей как одностороннего открывания, так и для маятниковых. Выполняют свою функцию, оставаясь скрытыми, удобными и безопасными.

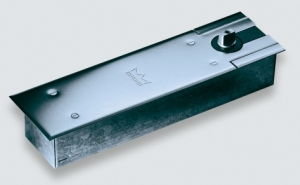
Напольный доводчик

## Внутренняя конструкция
- Пружинная. Устаревшая технология, которая не учитывает изменение момента в процессе открывания двери.
- Шестерня и зубчатая рейка (англ. rack & pinion). Очень распространённая в настоящее время технология с гидравлическим контуром и механической реечной передачей момента.

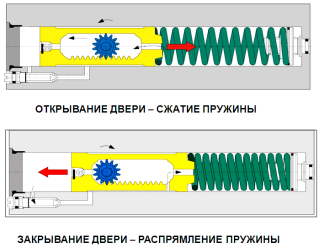
Конструкция "шестерня-рейка"

Обеспечивает плавное движение в широком диапазоне и более сильный прижим в момент сжатия уплотнителей и защёлкивания замка. Однако, эффективность данной технологии теряется при использовании тяги со скользящим каналом.
- Кулачковая (англ. cam action). В качестве передаточного звена между упругим элементом и шпинделем используется специально профилированный сердцевидный кулачок. Меняя профиль кулачка возможно задание любой характеристики момента, и в настоящее время выпущено огромное количество доводчиков по кулачковой технологии как верхнего расположения, так и врезных и напольных.

Благодаря кулачковой технологии стало возможным задать характеристику момента с более удобным открыванием двери и её надёжным закрыванием. При этом КПД кулачкового доводчика со скользящей тягой оказывается даже выше, чем у доводчика с рычажной тягой.

## Виды монтажа
Существует четыре вида доводчиков по типу монтажа:
- Поверхностного монтажа (накладной)
- Скрытого монтажа в раму
- Скрытого монтажа в пол
- Скрытого монтажа в дверь